# Équation du radar

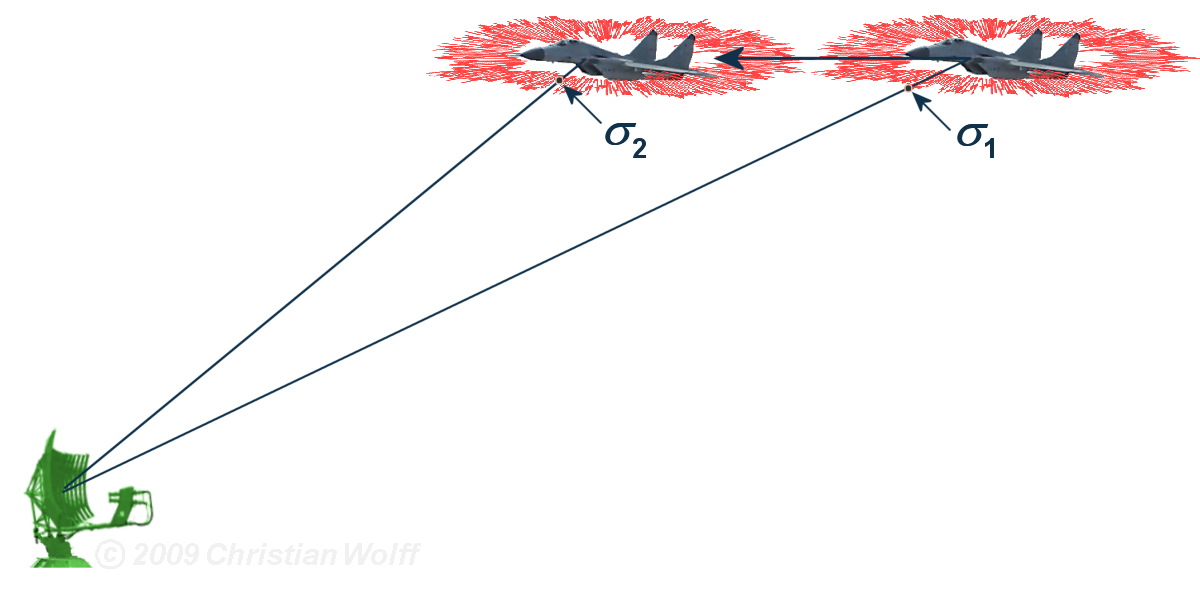
L’énergie retournée dépend de la puissance transmise, du gain de l'antenne, de la longueur d'onde utilisée, de la distance radar-cible et de la surface équivalente radar de la cible

L'équation du radar est un bilan des puissances sur le trajet aller-retour d'une onde émise par un radar. Celle-ci dépend des caractéristiques du radar (antenne, circuits électroniques, guide d'ondes, pertes de signal, etc.), de celles de la cible et du milieu traversé le long du trajet. Les premières sont constantes alors que les deuxièmes et troisièmes varient dans le temps et l'espace.

## Forme générale
Établir l’équation du radar consiste à faire le bilan de puissance sur le trajet aller/retour du signal émis. La puissance reçue par l'antenne réceptrice d'un radar est donnée par, :
Pr = Puissance reçue (watts)

Pt = Puissance transmise (watts)

Gt = gain de l'antenne émettrice

Gr = gain de l'antenne réceptrice

λ = longueur d'onde du radar (mètres)

σ = section efficace ou surface équivalente radar (coefficient de réflexion de la cible, mètres carrés)

Rt = distance cible-radar émetteur (mètres)

{\displaystyle P_{r}=P_{t}{{G_{t}G_{r}\lambda ^{2}\sigma } \over {{(4\pi )}^{3}R_{t}^{2}R_{r}^{2}}}}Où :

### Variables

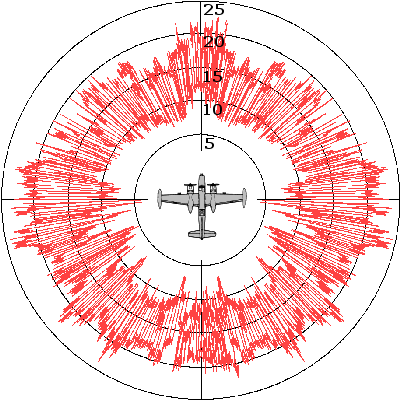
Énergie retournée selon la direction par une cible, correspondant à sa surface équivalente radar

On voit que l'équation est fonction de plusieurs constantes et variables. Du côté du radar, on a la puissance transmise ({\displaystyle \scriptstyle P_{t}}), le gain d'antenne ({\displaystyle \scriptstyle G_{t}} et {\displaystyle \scriptstyle G_{r}}) soit le rapport entre la puissance rayonnée dans le lobe principal et la puissance rayonnée par une antenne isotrope et la longueur d'onde utilisée {\displaystyle \scriptstyle \lambda }. Ces valeurs sont en général constantes.
La réponse d'une cible est liée à sa surface équivalente ({\displaystyle \sigma }) définie dans cette équation et sa distance. La cible est une composition de surfaces élémentaires. Comme elle est en mouvement, cette surface équivalente évolue à chaque instant et donne un retour qui varie. Une surface élémentaire {\displaystyle s_{k}} produit un signal élémentaire {\displaystyle e_{k}} reçu au niveau du radar :
{\displaystyle e_{k}=a_{k}\cos(2\pi f_{0}t+\Phi _{k})}
Le signal total sera de la forme : {\displaystyle S=\sum e_{k}}
Alors que les différents {\displaystyle a_{k}} ne sont pas nuls, la somme des {\displaystyle e_{k}} peut être nulle à cause des différences de phases {\displaystyle \Phi _{k}} de chaque terme.

### Autres facteurs
Il est possible d'ajouter des termes de gains ou de pertes supplémentaires à cette équation, par exemple :
- perte d'énergie par diffusion de l'onde sur des particules en suspension dans l'atmosphère (pluie, neige...)
- perte d'énergie par bruit thermique sur les composants électroniques
- perte d'énergie par brouillage
- augmentation du rapport signal à bruit par compression d'impulsion
- etc.

### Forme simplifiée
Dans la plupart des cas :
- L'émetteur et le récepteur constituent le même dispositif (on parle alors de radar monostatique) et Rt = Rr = R
- L'antenne d'émission est utilisée comme antenne de réception et Gt = Gr = G

{\displaystyle P_{r}=P_{t}{{G^{2}\lambda ^{2}\sigma } \over {{(4\pi )}^{3}R^{4}}}}
L'équation ci-dessus est une simplification ne tenant pas compte des interférences et du bruit. En situation réelle, les pertes doivent être prises en considération, tout autant que les autres facteurs de transmission.

## Calcul de la portée maximum
On définit la portée utile maximale, la distance pour laquelle le bilan de puissance fera apparaître le signal minimum, noté {\displaystyle S_{min}}, que l'on peut détecter, en puissance reçue :
{\displaystyle R_{max}^{4}={{P_{t}G^{2}\lambda ^{2}\sigma } \over {{(4\pi )}^{3}S_{min}}}}

## Forme de l'équation pour cibles volumiques
Un faisceau radar a des caractéristiques physiques qui dépendent de l'antenne utilisée, de la longueur de l'impulsion et de la longueur d'onde utilisée qui lui donne une largeur et une profondeur de volume de résolution. L'équation générale est bonne pour le cas d'une onde radar retournée par une cible unique comme un avion dans ce volume sondé. Cependant, dans le cas où l'onde provient d'une multitude de cibles dans le volume sondé, comme dans le cas de gouttes de pluie avec un radar météorologique, le {\displaystyle \sigma } doit être développé ainsi :
{\displaystyle {\bar {\sigma }}=V\sum \sigma _{j}=V\eta }
Où
V = Volume sondé = longueur impulsion x largeur faisceau
V = {\displaystyle \left[{\frac {c\tau }{2}}\right]\left[{\frac {\pi R^{2}\theta ^{2}}{4}}\right]\qquad \qquad {\begin{cases}c=vitesse\ de\ la\ lumi{\grave {e}}re\\\tau =longueur\ temporelle\ de\ l'impulsion\\\theta =ouverture\ du\ faisceau\ en\ degr{\acute {e}}\ radian\end{cases}}}
et {\displaystyle \eta } est la réflectivité radar.
En combinant l'équation radar avec cette définition du retour effectif des cibles, on arrive à :
{\displaystyle P_{r}=\left[P_{t}{{G^{2}\lambda ^{2}} \over {{(4\pi )}^{3}R^{4}}}\right]\left[{\frac {c\tau }{2}}\right]\left[{\frac {\pi R^{2}\theta ^{2}}{4}}\right]\eta }
L'équation devient :
{\displaystyle P_{r}=\left[P_{t}\tau G^{2}\lambda ^{2}\theta ^{2}\right]\left[{\frac {c}{512(\pi ^{2})}}\right]{\frac {\eta }{R^{2}}}}
L'équation précédente est obtenue en supposant que la puissance transmise par unité de surface est la même partout à l'intérieur du cône défini par l'angle d'ouverture {\displaystyle \theta }, ce qui n'est pas le cas en réalité (la puissance est plus importante près de l'axe de visée qu'aux bords du cône). En 1962, Probert-Jones proposa une autre expression pour l'équation du radar qui s'avéra plus en concordance avec les mesures expérimentales. En modélisant le faisceau radar par une gaussienne, (ce qui est correct pour une antenne en forme de paraboloïde de révolution), l'équation radar s'écrit plutôt :
{\displaystyle P_{r}=\left[P_{t}\tau G^{2}\lambda ^{2}\theta ^{2}\right]\left[{\frac {c}{512(2\ln 2)\pi ^{2}}}\right]{\frac {\eta }{R^{2}}}}

{\displaystyle \Rightarrow }Ceci montre que dans le cas de cibles volumiques l'énergie reçue décroît inversement à {\displaystyle R^{2}} au lieu de {\displaystyle R^{4}}.

### Forme simplifiée
Lorsque les cibles sont des petites gouttes de pluie ou des flocons (en comparaison avec la longueur d'onde {\displaystyle \lambda }), les conditions de la diffusion de Rayleigh sont valides et on peut calculer leur réflectivité :
{\displaystyle \eta =\sum \sigma _{j}={\frac {\pi ^{5}}{\lambda ^{4}}}|K|^{2}\sum D_{i}^{6}}
Donc de manière générale :
{\displaystyle P_{r}=\left[{\frac {C}{R^{2}}}\right]\left[|K|^{2}\sum D_{i}^{6}\right]{\begin{cases}C={\frac {P_{t}\tau G^{2}\theta ^{2}c\pi ^{3}}{512(2\ln 2)\lambda ^{2}}}\ est\ la\ constante\ radar\\|K|^{2}:\ devient\ |K_{w}|^{2}=0,93\ pour\ l'eau\ \\et\ |K_{i}|^{2}=0,24\ pour\ la\ glace\end{cases}}}
En conclusion, le gros intérêt de l'équation dans cette formulation est que :
Terme de gauche est relié au radar
- C ne dépend que des caractéristiques du radar (longueur d'onde, gain de l'antenne, largeur du pulse, largeur du faisceau et puissance émise).
- La puissance varie en {\displaystyle \,1/R^{2}}

Terme de droite est relié à la cible
- {\displaystyle K} est le facteur diélectrique et ne dépend que du type de précipitations
- {\displaystyle D_{i}} est le diamètre de la ième goutte du volume sondé.